# Noboru Takeshita
Noboru Takeshita (26 de Fevereiro de 1924 — 19 de Junho de 2000) foi um político do Japão. Ocupou o lugar de primeiro-ministro do Japão de 6 de novembro de 1987 a 2 de junho de 1989, durante a bolha econômica.
Takeshita liderou a maior facção da época no Partido Liberal Democrata, que ele herdou de Kakuei Tanaka, da década de 1980 até sua morte em 2000. Foi apelidado de "último shogun das sombras" por sua influência nos bastidores na política japonesa.  Foi o último primeiro-ministro a servir durante o longo governo do imperador Hirohito.

## Juventude e educação
Filho de um cervejeiro de saquê,  Takeshita nasceu na atual Unnan, Shimane, em 26 de fevereiro de 1924 e estudou na Universidade Waseda.
Casou antes de ingressar no Exército Imperial Japonês para servir como instrutor durante a Segunda Guerra Mundial. Sua esposa cometeu suicídio enquanto estava fora para a guerra, o que o autor Jacob Schlesinger argumentou que tornou Takeshita obsessivo sobre sua compostura e altamente reservado em mostrar raiva aos outros.
Após a guerra, casou novamente, com Naoko, um parente distante, trabalhou como professor de inglês e gerenciou uma equipe de judô do ensino médio antes de entrar na política em 1951. Como um jovem competidor de judô, era conhecido como "mestre do empate "por sua habilidade de evitar vitórias fáceis sobre oponentes mais fracos e de evitar a derrota para oponentes mais fortes.

## Carreira Política
Takeshita serviu como deputado local na prefeitura de Shimane desde 1951. Na eleição geral de 1958, ele ganhou uma cadeira na Câmara dos Representantes, juntando-se à poderosa facção de Kakuei Tanaka no Partido Liberal Democrático. Foi eleito ao mesmo tempo que Shin Kanemaru, e os dois permaneceram aliados próximos em suas respectivas carreiras políticas. Takeshita eventualmente se tornou o principal arrecadador de fundos de Tanaka, viajando pelo país para angariar apoio para os cofres do LDP. Como Tanaka, Takeshita gostava de política "barrica de porco", mantendo seu próprio assento trazendo projetos de obras públicas para Shimane. Takeshita foi secretário-chefe do gabinete de 1971 a 1974 e ministro da construção em 1976.
Takeshita foi ministro da Fazenda de 1979 a 1980, e ele aceitou novamente o cargo de finanças e esteve no cargo de 1982 a 1986. Nesse período, ele alcançou destaque como negociador do Japão durante as deliberações que levaram ao acordo conhecido como Plaza Accord em Nova York. No período em que Takeshita foi ministro das finanças, o iene se valorizou em relação a outras moedas internacionais. A ascensão do iene forte (endaka) aumentou o status do Japão como uma potência financeira  e levou à bolha dos preços dos ativos japoneses na década de 1980.
Kakuei Tanaka foi preso em conexão com os escândalos de suborno da Lockheed em 1976 e considerado culpado por um tribunal inferior em 1983, colocando pressão sobre sua força política. Em fevereiro de 1985, Takeshita formou um "grupo de estudos" chamado Soseikai, que contava entre suas fileiras 43 dos 121 membros da facção de Tanaka. Semanas após essa deserção, Tanaka sofreu um derrame e foi hospitalizado, gerando mais incerteza sobre o futuro de sua facção.  Tanaka nunca se recuperou de seu derrame, e em julho de 1987, a facção de Takeshita contava com 113 dos 143 membros da facção de Tanaka, enquanto apenas treze apoiavam o rival de Takeshita, Susumu Nikaido. Os membros da facção de Tanaka que se mudaram para a facção de Takeshita incluíam Ichiro Ozawa, Tsutomu Hata, Ryutaro Hashimoto, Keizo Obuchi e Kozo Watanabe.
Em julho de 1986, Takeshita deixou o gabinete e foi nomeado para o cargo-chave de secretário-geral do partido.
Em novembro de 1987, Takeshita tornou-se presidente do LDP e foi eleito primeiro-ministro do Japão, substituindo Yasuhiro Nakasone. Entre os destaques do período em que Takeshita liderou o governo, ele reconheceu que o Japão havia sido um agressor durante a Segunda Guerra Mundial. Esta declaração fez parte de um discurso na Dieta Japonesa.
Foi lembrado principalmente no Japão por implementar o primeiro imposto de consumo do país, que seu governo forçou através da Dieta em 1988 em meio à oposição pública. O governo de Takeshita também aprovou uma legislação liberalizando os mercados de carne bovina, frutas cítricas e arroz, e aprovou um pacto de segurança aprimorado com os Estados Unidos, com o apoio de Shin Kanemaru, que comprou o apoio da oposição.
O escândalo do Recruit forçou Takeshita a renunciar em 1989.

## Últimos anos e morte
Embora Takeshita tenha sido acusado de comércio interno e corrupção, ele nunca foi acusado e foi capaz de manter seu assento na Dieta até pouco antes de sua morte.  Ele permaneceu um importante ator nos bastidores do LDP, orientando os futuros primeiros-ministros Sōsuke Uno, Toshiki Kaifu e Keizō Obuchi. Tsutomu Hata e Ichiro Ozawa deixaram a facção de Takeshita para formar o Partido da Renovação do Japão. Keizo Obuchi herdou o que restou da facção, apoiou a eleição de Ryutaro Hashimoto como primeiro-ministro, e ele próprio se tornou primeiro-ministro de 1999 a 2000; ele morreu de derrame no início de 2000 e Hashimoto assumiu o controle da facção.
O próprio Takeshita morreu de insuficiência respiratória em junho de 2000, após mais de um ano no hospital, período durante o qual ele teria "planejado" a coalizão entre o LDP e o Novo Komeito e providenciado a eleição do primeiro-ministro Yoshiro Mori de sua cama de hospital. Ele havia planejado se aposentar da Dieta nas eleições gerais de 2000, que ocorreram poucos dias após sua morte. The Economist caracterizou sua morte como o fim de uma era que foi "uma mistura estonteante de brilho e corrupção" na política japonesa.
Hashimoto liderou a antiga facção Takeshita até se recusar a concorrer nas eleições gerais de 2005 devido a um escândalo de arrecadação de fundos, e morreu logo depois. Os remanescentes da facção, formalmente conhecidos nessa época como Heisei Kenkyūkai (Conselho de Pesquisa de Heisei), permaneceram ativos sob a liderança de Yūji Tsushima, que renunciou antes das eleições gerais de 2009, passando o controle para Fukushiro Nukaga. A facção arrecadou muito menos em doações durante os anos 1990 e 2000 do que sob Tanaka e Takeshita nos anos 1980, com as reformas eleitorais promulgadas em 1994, juntamente com novos regulamentos de financiamento de campanha e a crise econômica em curso que se seguiu à bolha de preços dos ativos japoneses, enfraqueceu o poder das facções na política japonesa.